# علامة تيري توماس
علامة تيري توماس هي علامة في علم الأشعة، تُشير إلى انفصال الرباط القاربي الهلالي على الوجه الأمامي الخلفي للمعصم. السبب الأكثر شيوعاً نتيجة لسقوط المريض على اليد الممدودة، مما يؤدي إلى تمزق الرباط القاربي الهلالي وانفصال العظم الهلالي والعظم القاربي. هذا الاندفاع يؤدي إلى التفاف العظم القاربي إلى ظاهر المعصم. وجود فجوة بمسافة أكبر من 3 مم هو علامة واصمة لانفصال الرباط القاربي الهلالي.
يترك الانفصال الناتج بين العظمة القاربية والهلالية مكانًا على الأشعة السينية تشبه الفجوة التي لدى الكوميدي تيري توماس بين أسنانه الأمامية. تُعرف أيضًا باسم علامة ديفيد ليترمان.

## روابط خارجية
- الدخول على Radiopaedia
- دراسة حالة وتاريخ من PubMed